# 内藤元盛
内藤 元盛（ないとう もともり）は、戦国時代から江戸時代初期にかけての武将。毛利氏の家臣。別名は、佐野 道可（さの どうか）。
大坂の陣で豊臣方として参戦した。参戦に際しては、毛利輝元の密命を受けていたとする見方が通説である。

## 生涯

### 前半生
永禄9年（1566年）、毛利氏の家臣で、毛利元就の外孫にあたる宍戸元秀の次男として誕生した。母は内藤興盛の娘。母方の伯父・内藤隆春の婿養子となり、家督を継ぐ。
慶長2年（1597年）から始まる慶長の役に従軍して朝鮮半島に渡り、同年12月22日から慶長3年（1598年）1月4日にかけて行われた第一次蔚山城の戦いにおいて武功を挙げた。これにより、第一次蔚山城の戦いで功のあった毛利氏家臣を賞した、慶長3年（1598年）1月25日付の豊臣秀吉の朱印状に元盛の名（内藤修理亮）も記されている。

### 大坂の陣
慶長19年（1614年）、大坂冬の陣が勃発すると、毛利氏は徳川方に従って参陣するが、毛利輝元と執政の秀元の密命を受けて、名を佐野道可と変え、軍資金と兵糧を持参し、大坂城に入城したとされる（佐野道可事件）。元盛が選ばれた背景には、実母が輝元の叔母、養父にあたる内藤隆春が輝元の伯父であり、従兄弟にあたる輝元の代理になり得る立場にあったこと、当時内藤氏が元盛の実兄・宍戸元続の仲介で主家から借財をしていたことが挙げられる。
しかし、慶長20年（1615年）4月、大坂夏の陣において豊臣方は敗北し、滅亡する。元盛に従っていた幸田匡種は大坂城落城の際に戦死し、笠井重政は行方不明となったが、元盛は落城から逃れて京都の郊外に潜伏した。しかし、元盛が毛利一門であることは露見しており、本多正純は毛利秀就に従って伏見にいた元盛の兄・元続に対して早々に元盛を捕縛して差し出すことを勧め、さもなくば家康は輝元が元盛に大坂城への籠城を命じたものと判断するであろうと申し渡した。事ここに至って、元盛を捕らえることは止む無しと判断した元続は、本多正純の申し渡しを承諾した。毛利方による諸方への厳しい捜索により、元盛は潜伏していた京都の郊外で捕縛される。
元盛は、取調べの担当である大目付の柳生宗矩に対し、あくまで豊臣家に恩義を感じての個人的な行動で主家とは関係ないと主張したため、幕府も毛利氏の陰謀を追及することができなかった。同年5月21日、元盛は兄・元続によって山城国乙訓郡桂里大藪村の鷲巣寺に連行されて自刃し、その首級は本多正純に差し出された。享年50。これにより事件は一応収束する。元盛の最期を悲しんだ元続は、その後間もなく嫡男の広匡に家督を譲って隠居した。
しかし、元盛の大坂籠城が家康の知るところとなったことから、同年7月5日に輝元は事情を知る元盛の嫡男・元珍と次男・粟屋元豊を上洛させて家康の処断を仰ぐことを命じると共に、元珍の嫡男・宮松（後の内藤元宣）を後継ぎとして承認した。上洛した元珍と元豊は、父・元盛とは近年不和であり、元盛の大坂城籠城は独断で勝手に取った行動であると釈明し、家康は2人が元盛の籠城とは無関係であると認めて帰国させた。
ところが、同年10月19日、幕府の追及を恐れる輝元の命により、元珍は周防国佐波郡富海の滝谷寺において、元豊は長門国美祢郡岩永において自刃させられた。内藤隆春の娘で元盛の正室であった綾木大方は輝元の振る舞いに激怒し非難するが、輝元は元珍の子の元宣を幽閉して、家名存続の約束を反故とした。このため、内藤氏は慶安元年（1648年）に元宣の子の隆昌（元盛の曾孫）が再び毛利氏の家臣となって1,300石を与えられて家を再興するまで、一時断絶する。
なお、元盛の2人の息子も自刃したことを元盛の兄・宍戸元続が派遣した内藤氏家臣・都野惣右衛門から伝えられた柳生宗矩は嘆き、切腹を悼む旨の書状を宍戸元続と都野惣右衛門の両名に送っている。

## 大阪城入城に関する逸話
元盛の大坂城入城の計画は、輝元、秀元および当主・秀就、兄の宍戸元続のみで練られ、実行に移された。毛利家中の慎重派で親徳川派の吉川広家と福原広俊は、後にこれを聞いて非難している。
萩藩士や町人たちの家に残る古文書を集めて享保11年（1726年）に成立した『閥閲録』において、元盛の子孫である萩藩士・内藤孫左衛門元貞が提出した古文書の中に年月日、宛先、発給者が不明である起請文の写しが存在しているが、内容から大坂の陣の際に毛利輝元・秀就父子が元盛に対して与えた起請文とされている。起請文の内容は以下の通り。
1. 今度元続を以て頼んだ事、分別して上坂され神妙の至り。生々世々忘れない。約束した事は必ず守る。
2. 嫡子の本家は勿論、その兄弟の分家まで将来とも見捨てず取り立てるから安心してほしい。
3. 大坂ではどんな事があってもお互い申し通じてはならない。城中の首尾、然るべきように頼み入る。

なお、日本史研究者の堀智博は、この上記の逸話の信憑性を疑問視すると共に、元盛は天正17年（1589年）に輝元の勘気を蒙って毛利氏から追放されており、牢人として拠り所のない元盛が輝元の意思とは無関係に大坂籠城を行ったとする説を提唱している。